# Ernst Heinrich Weber
 Ernst Heinrich Weber  (Wittenberg, Alemanya; 24 de juny de 1795 - Leipzig; 26 de gener de 1878), va ser un psicòleg i anatomista alemany que va fundar la doctrina anomenada psicofísica. Va tenir dos germans coneguts en el món de la ciència: Wilhelm Eduard Weber (1804-1891) (va fer estudis sobre acústica i moviment ondulatori) i Eduard Friedrich Weber (1806 -1871) (va formular el comportament inhibidor del nervi vague el 1845 i els seus treballs al terreny de l'electromagnetisme van fer que la unitat SI del flux magnètic es denominés amb el seu cognom  weber ), ambdós van ser col·laboradors seus en els seus treballs científics. El seu nom apareix unit a la Llei de Weber sobre els estímuls, llei que ell mateix va formular.

## Biografia
Weber va ser fill del famós teòleg Michael Weber es va criar en un entorn científic, la família tenia relacions amb el físic famós expert en acústica Ernst Chladni. Va estudiar a la ciutat de Wittenberg i Leipzig arribant el 1818 a ser professor d'anatomia comparada a Halle, i el 1840 de Psicologia. Va investigar sobre les sensacions, els sentits tàctils de la pell el van portar a l'anomenada llei de weber (que ve a dir que quan es comparen dos objectes i s'ha d'observar la distinció entre ells, no percebem la diferència entre els objectes, sinó la raó d'aquesta diferència a la magnitud dels objectes comparats).
Va col·laborar amb Carl Friedrich Gauss en l'estudi del geomagnetisme. Va arribar a ser rector de l'alma mater de Leipzig, i morí en aquesta ciutat el 26 de gener de 1878.

## Obra
Les investigacions de Weber van ser en tot moment dirigides a comparar les seves observacions anatòmiques amb les observacions fetes al microscopi, es va dedicar sobretot a l'observació del moviment i percepció dels animals comparant i explicant en tot moment amb lleis físiques (en el camp de la mecànica i Termodinàmica) les observacions fetes.
És molt conegut l'estudi sobre del cor humà, en què va descobrir que era estimulat per dos tipus de nervis: els que activen els batecs del cor i els que els inhibeixen. Weber va ser un dels primers científics a percebre que el sistema nerviós autònom està constituït per dos sistemes nerviosos diferents. Weber va investigar també la mecànica de la percepció.
Va estar tan dedicat a aquest estudi que a poc a poc va anar creant una nova disciplina que unia les dues ciències: La física i la psicologia. (Psicofísica). Va fer aportacions dins d'aquest nou camp indagant, ara la relació entre el parell sensació-estímul veient l'existència de relacions entre elles: comprovant que perquè la sensació augmenti en progressió aritmètica ha de produir un augment de l'estímul en progressió geomètrica.

### Publicacions
- " Anatomia comparata nervi sympathici " (Leipz. 1817)
- " d'Aure et auditu hominis et animalium " (das. 1820)
- " Tractatus de motu iridis " (das. 1821)

#### En col·laboració ambWilhelm Eduard Weber
- " Wellenlehre " (ca. 1825)

#### En col·laboració ambEduard Friedrich Weber
- " Zusätze zur Lehre vom Bau und von der Verrichtung der Geschlechtsorgane ". ca. 1846
- " Die Lehre vom Tastsinn und Gemeingefühl ". Braunschw. 1851
- " Annotationes anatomicae et physiologicae ". Leipz. 1834 - 1851. Obra composta en tres Vols.

## Seguidors
Hi va haver autors que van continuar amb les teories que va ser elaborant Weber de manera que van contribuir a l'establiment de la neurofísica, el més conegut d'ells va ser Gustav Theodor Fechner (1801-1887) que va revisar els treballs de Weber fins al punt d'obtenir la denominació internacional de cofundador de la psicofísica i, per tant, de la psicologia experimental. És de destacar el seu llibre Elements de psicofísica (1860), on fa unes reflexions sobre la llei de Weber.
Un altre dels col·laboradors va ser Jan Evangelista Purkyně (1787-1869) que el 1819 publica un treball sobre Beiträge zur Kenntnis des Sehens in subjectiver Hinsicht en el qual apareixen idees afins a les de Weber dins el que se venia a nomenar com a psicologia experimental. Mentre Purkyně mostrava el valor d'aplicar el mètode experimental als fenòmens de la sensació, Weber va estendre el seu enfocament més enllà de l'experimentació cap a la quantificació.